# Bąk (gmina Stara Kiszewa)
Bąk – osada  w Polsce położona w województwie pomorskim, w powiecie kościerskim, w gminie Stara Kiszewa. 
Niewielka osada  przy stacji kolejowej tej samej nazwy, na turystycznym  Szlaku Kamiennych Kręgów.
W latach 1975–1998 miejscowość położona była w województwie gdańskim.

## Kolej w Bąku
Znajduje się tu stacja kolejowa PKP Bąk na trasie dawnej magistrali węglowej Maksymilianowo-Kościerzyna-Gdynia i odgałęziającej się od niej linii do Czerska przez Karsin z bocznicą do byłego lotniska wojskowego w Borsku. Planowano wyprowadzić z Bąka linię kolejową w kierunku Gdańska (Konarzyny-Stara Kiszewa-Liniewo-Przywidz-Stara Piła-Gdańsk Kokoszki-Gdańsk Wrzeszcz). Odcinek pomiędzy Starą Piłą a Bąkiem nie doczekał się realizacji (w okolicy wyraźne ślady robót ziemnych).